# Ephedrus clavicornis
Ephedrus clavicornis är en stekelart som beskrevs av Pike och Jaroslav Stary 1999. Ephedrus clavicornis ingår i släktet Ephedrus och familjen bracksteklar. Inga underarter finns listade i Catalogue of Life.